# John Reid, Baron Reid of Cardowan

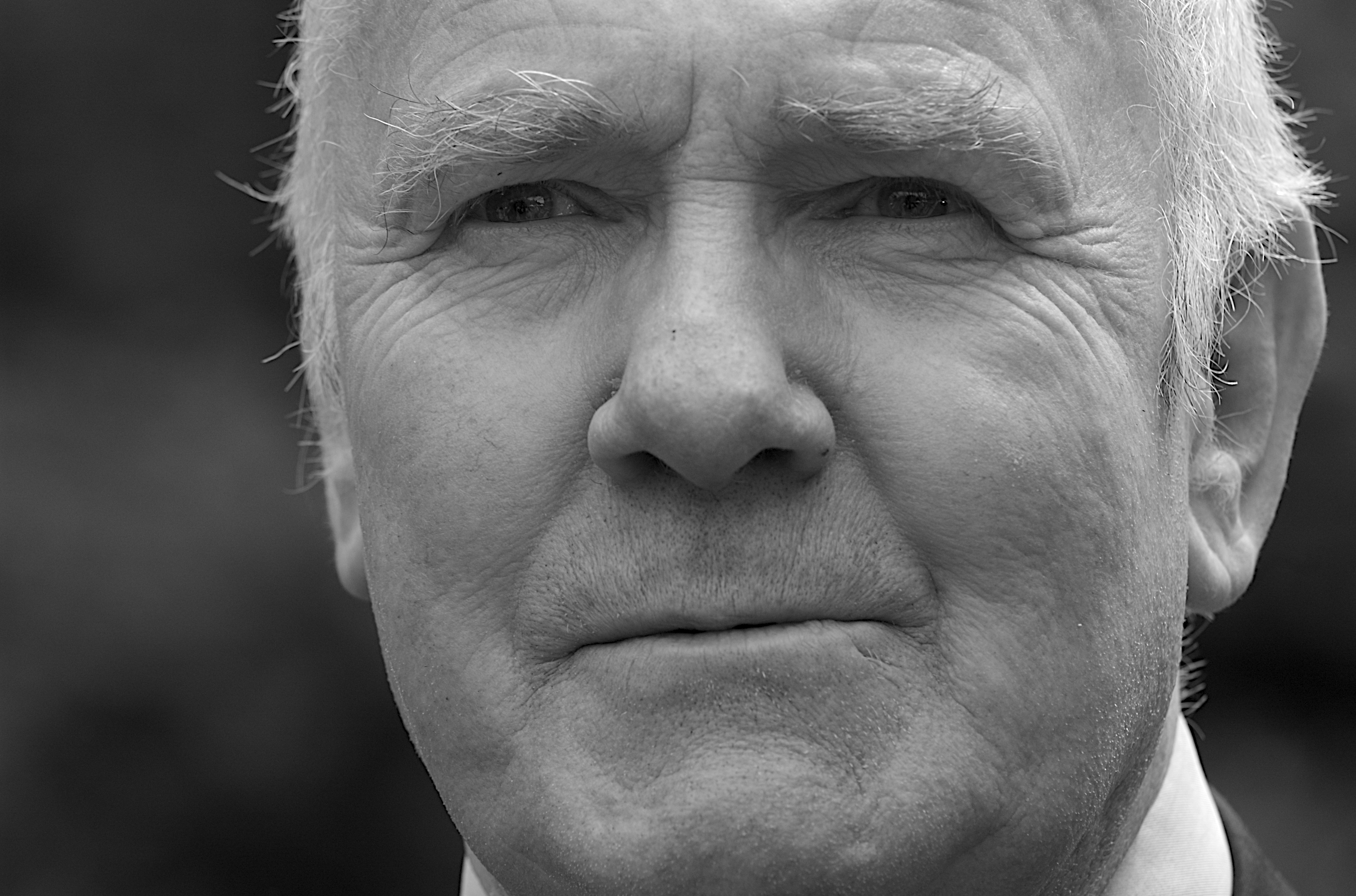
John Reid (Juni 2007)

John Reid, Baron Reid of Cardowan (* 8. Mai 1947 in Bellshill, Lanarkshire, Schottland) ist ein britischer Politiker der Labour Party, der nicht nur mehrfach Minister war, sondern seit 2007 auch Vorsitzender des Fußballvereins Celtic Glasgow ist.

## Biografie
Nach dem Besuch der St. Patrick’s High School in Coatbridge studierte er zunächst an The Open University, ehe er ein Studium der Geschichte an der University of Stirling absolvierte und dort einen Bachelor of Arts (BA History) erwarb. Ein anschließendes postgraduales Studium im Fach Wirtschaftsgeschichte an der University of Stirling beendete er mit einem Philosophiae Doctor (Ph.D.).
Reid, der sich zunächst in der Communist Party of Great Britain engagierte, wurde später Mitarbeiter in der Forschungsabteilung der Labour Party und war zuletzt von 1983 bis 1985 Berater des damaligen Parteivorsitzenden Neil Kinnock.
1987 wurde er selbst als Kandidat der Labour Party erstmals zum Abgeordneten in das Unterhaus (House of Commons) gewählt und vertrat in diesem zunächst zehn Jahre den Wahlkreis Motherwell North. Danach war er zwischen 1997 und 2005 Abgeordneter im Unterhaus für den Wahlkreis Hamilton North und Bellshill und vertrat von 2005 bis 2010 den Wahlkreis Airdrie and Shotts im House of Commons.
Nach dem Wahlsieg der Labour Party bei den Unterhauswahlen am 1. Mai 1997 wurde er Staatsminister für die Streitkräfte, ehe er von 1998 bis 1999 Staatsminister für Transport war. Nach einer weiteren Regierungsumbildung wurde er 1999 von Premierminister Tony Blair als Minister für Schottland erstmals ins Kabinett berufen und war im Anschluss vom 25. Januar 2001 bis zum 24. Oktober 2002 Minister für Nordirland.

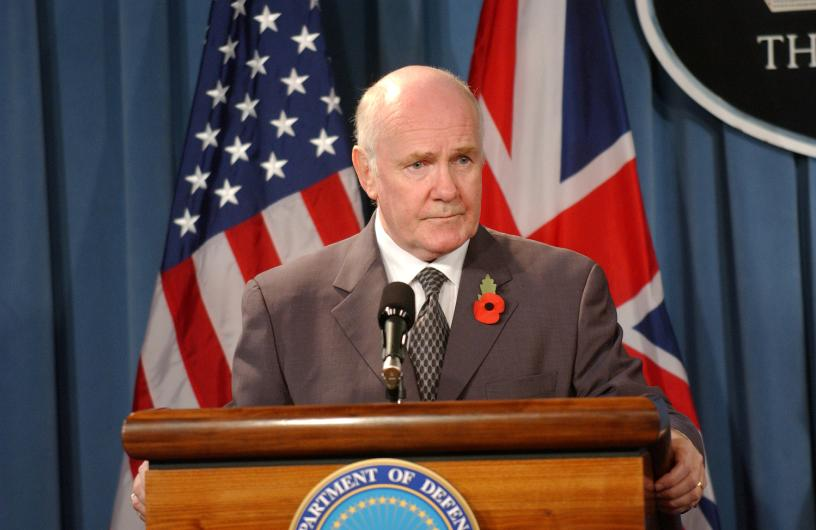
John Reid als Verteidigungsminister bei einer Pressekonferenz im Pentagon (November 2005)

Danach war zunächst Minister ohne Geschäftsbereich, ehe er 2003 kurzzeitig Lord President of the Council und zeitgleich Führer der Mehrheitsfraktion der Labour Party im Unterhaus (Leader of the House of Commons) war. Außerdem war er von 2002 bis 2003 Geschäftsführender Vorsitzender der Labour Party (Labour Party Chairman).
Nach einer erneuten Regierungsumbildung war er zwischen 2003 und 2005 Gesundheitsminister und danach Verteidigungsminister im Kabinett Blair. Nachfolger als Verteidigungsminister wurde Des Browne.
Zuletzt wurde John Reid 2006 Innenminister (Home Secretary) und bekleidete dieses Amt bis zum Ende der Amtszeit von Tony Blair im Juni 2007.
Seit 2007 ist er Vorsitzender des Fußballvereins Celtic Glasgow.
Bei den Unterhauswahlen am 6. Mai 2010 kandidierte er nicht erneut für das Unterhaus und wurde bei der Wahl als Abgeordnete von seiner bisherigen Mitarbeiterin Pamela Nash abgelöst, die zu diesem Zeitpunkt die jüngste Abgeordnete des Unterhauses (Baby of the House) war. Nach seinem Ausscheiden aus dem Unterhaus wurde er selbst im Mai 2010 als Life Peer mit dem Titel Baron Reid of Cardowan, of Stepps in Lanarkshire, in den Adelsstand erhoben und ist dadurch seither Mitglied des Oberhauses (House of Lords).